# Macrolinus
Macrolinus es un género de escarabajos de la familia Passalidae. Esta es la lista de especies pertenecientes a este género:
- Macrolinus andamanensis (Stoliczka, 1873)
- Macrolinus batesi  Kuwert, 1898
- Macrolinus cartereti  Boucher 1996
- Macrolinus crenatipennis  Kuwert, 1898
- Macrolinus depressus  Gravely, 1918
- Macrolinus duivenbodei  Kaup 1868
- Macrolinus foveolatus  Ma, 1988
- Macrolinus johkii  Boucher & Kon, 1998
- Macrolinus latipennis  Percheron, 1841
- Macrolinus medogensis  Zang, 1981
- Macrolinus mineti  Boucher 1996
- Macrolinus nicobaricus  Gravely, 1914
- Macrolinus obesus  Gravely, 1918
- Macrolinus puncticollis  Hincks, 1938
- Macrolinus punctipectus  Hincks, 1838
- Macrolinus rotundifrons  Kaup, 1871
- Macrolinus salibabuensis  Boucher, 1996
- Macrolinus sikkimensis  Stoliczka, 1873
- Macrolinus sulciperfectus  Kuwert, 1891
- Macrolinus urus  Heller, 1898
- Macrolinus waterhousei  Kaup 1871
- Macrolinus weberi  Kaup, 1868